# Automacara

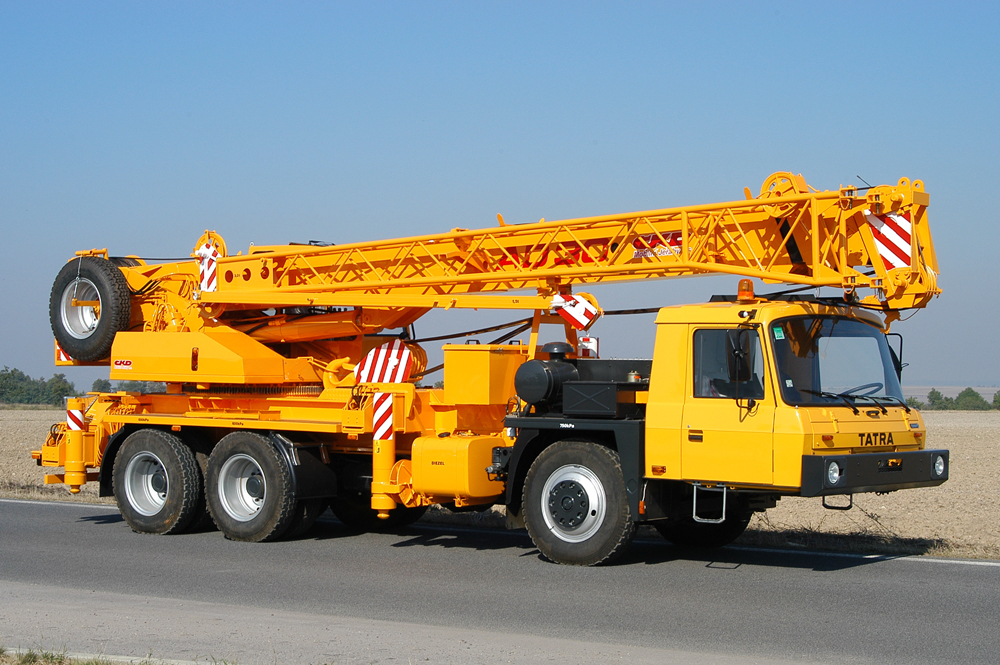
Automacara AD30 - CKD

Automacaraua este o macara cu sistem hidraulic (instalație de ridicat) atașată de un șasiu.Se utilizeaza pentru a ridica greutati. De obicei, tonajul macaralei este greutatea maximă ce poate fi ridicată la 3m rază față de centrul ei. Conform definiției, o macara de 400t ridică 400t la o rază de 3m, acest lucru este însă dificil de realizat tehnic, deoarece nu există un obiect atât de compact cu o masă așa mare. Pe măsură ce raza crește, forța macaralei scade. În termeni empirici, macaraua poate fi asemănată unui om între picioare ridică o greutate mare dar cu cât se departează (intinde mâna, respectiv brațul macaralei) greutatea ce poate fi ridicată scade.